# Complexo da Casa Branca

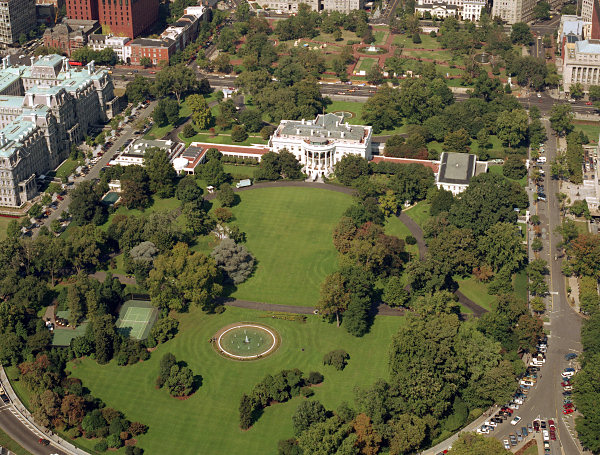
Vista área do Complexo da Casa Branca.

O Complexo da Casa Branca (em inglês:  White House Complex) compreende todas as dependências que constituem a residência oficial e local de trabalho do Presidente dos Estados Unidos. O complexo é formado pelas Alas Leste (East Wing) e Oeste (West Wing), alguns prédios adjacentes e a casa principal, conhecida como Executive Residence. O Complexo é limitado ao norte pela Avenida Pensilvânia e ao sul pela E Street Expressway. O local também conhecido pelos seus parques, sendo o South Lawn, ao sul, e o North Lawn, na direção da Avenida Pensilvânia.